# 9ns Premis del Cinema Europeu
Els 9ns Premis del Cinema Europeu, presentats per l'Acadèmia del Cinema Europeu, van reconèixer l'excel·lència del cinema europeu. La cerimònia va tenir lloc el 12 de novembre de 1996 a una gran carpa de circ blava a Lützowplatz al districte Potsdam de Berlín, Alemanya.
A la 9a gala de premis, les estatuetes es van lliurar per última vegada amb el nom de Premi Fèlix, ja que es va lliurar un trofeu en forma de dona. Els convidats que van arribar a la cerimònia van ser rebuts pel recentment elegit president executiu de l'EFA, el productor britànic Nik Powell, i l'actriu valenciana Rosana Pastor. Com que la televisió cultural europea ARTE va participar en la retransmissió de la cerimònia del premi, el Premi Félix de documentals fins aleshores es va convertir oficialment en el Premi Arte (Premi Documental Europeu - Prix Arte).
En la selecció preliminar del concurs a la millor pel·lícula europea i a la millor pel·lícula nova, s'han inclòs 10 llargmetratges a cadascuna. La pel·lícula danesa Breaking the Waves de Lars Von Trier, va obtenir tres premis (millor pel·lícula, millor actriu i premi de la crítica). El director de la millor pel·lícula no europea Dead Man, Jim Jarmusch, no va poder venir a Europa pel seu premi, i Lars von Trier no es va presentar a la cerimònia de lliurament del premi. Alec Guinness va rebre el premia la trajectòria.

## Pel·lícules seleccionades
La millor pel·lícula europea de l'any
1. Á köldum klaka - director: Friðrik Þór Friðriksson
2. Breaking the Waves - director: Lars von Trier
3. Conte d'été - director: Éric Rohmer
4. Kavkazskiy plennik - director: Serguei Bodrov
5. Kolya - director: Jan Svěrák
6. Michael Collins - dirigida per Neil Jordan
7. Ponette - dirigida per Jacques Doillon
8. Richard III - director: Richard Loncraine
9. Secrets i mentides) dirigida per Mike Leigh
10. Trainspotting dirigit per Danny Boyle

La millor nova pel·lícula europea de l'any
1. À toute vitesse - director: Gael Morel
2. Beautiful Thing dirigida per Hettie MacDonald
3. Brothers in Trouble dirigit per Udayan Prasad
4. De nieuwe moeder - director: Paula van der Oest
5. Guiltrip dirigit per Gerard Stembridge
6. La seconda volta - director: Mimmo Calopresti
7. Lea - director: Ivan Fila
8. Méfie-toi de l'eau qui dort - director: Jacques Deschamps
9. Some Mother's Son - director: Terry George
10. Zusje - director: Robert Jan Westdijk

## Guanyadors i nominats
Els guanyadors estan en fons groc i en negreta.

### Millor pel·lícula europea
| Títol              | Director(s)    | Productor(s)                        | País            |
| ------------------ | -------------- | ----------------------------------- | --------------- |
| Breaking the Waves | Lars von Trier | Peter Aalbæk Jensen Vibeke Windeløv | Dinamarca       |
| Kolya              | Jan Svěrák     | Eric Abraham Jan Svěrák             | República Txeca |
| Secrets i mentides | Mike Leigh     | Simon Channing Williams             | Regne Unit      |

### Millor nova pel·lícula
| Títol             | Director(s)      | Productor(s)                              | País       |
| ----------------- | ---------------- | ----------------------------------------- | ---------- |
| Some Mother's Son | Terry George     | Jim Sheridan Arthur Lappin Edward Burke   | Irlanda    |
| Beautiful Thing   | Hettie Macdonald | Tony Garnett Bill Shapter                 | Regne Unit |
| Lea               | Ivan Fíla        | Ivan Fila Eliska Sekavova Herbert Rimbach | Alemanya   |

### Millor actriu europea
| Receptor(s)  | Títol              |
| ------------ | ------------------ |
| Emily Watson | Breaking the Waves |

### Millor actor europeu
| Receptor(s)  | Títol       |
| ------------ | ----------- |
| Ian McKellen | Richard III |

### Millor guió europeu
| Receptor(s)                                | Títol              |
| ------------------------------------------ | ------------------ |
| Arif Aliev · Serguei Bodrov · Boris Giller | Kavkazskiy plennik |

### Millor documental
| Resultat                     | Títol                            | Director(s)                           | País                        |
| ---------------------------- | -------------------------------- | ------------------------------------- | --------------------------- |
| Documental Europeu Guanyador | Vendetta - Blutrache in Albanien | Jerzy Śladkowski Stanisław Krzemiński | Polònia · Alemanya · Suïssa |

### Millor pel·lícula no europea
| Títol    | Director     | Productor           | País         |
| -------- | ------------ | ------------------- | ------------ |
| Dead Man | Jim Jarmusch | Demetra J. MacBride | Estats Units |

### Premi a la carrera
- Alec Guinness

### Premi FIPRESCI
- Breaking the Waves de Lars von Trier

## Galeria

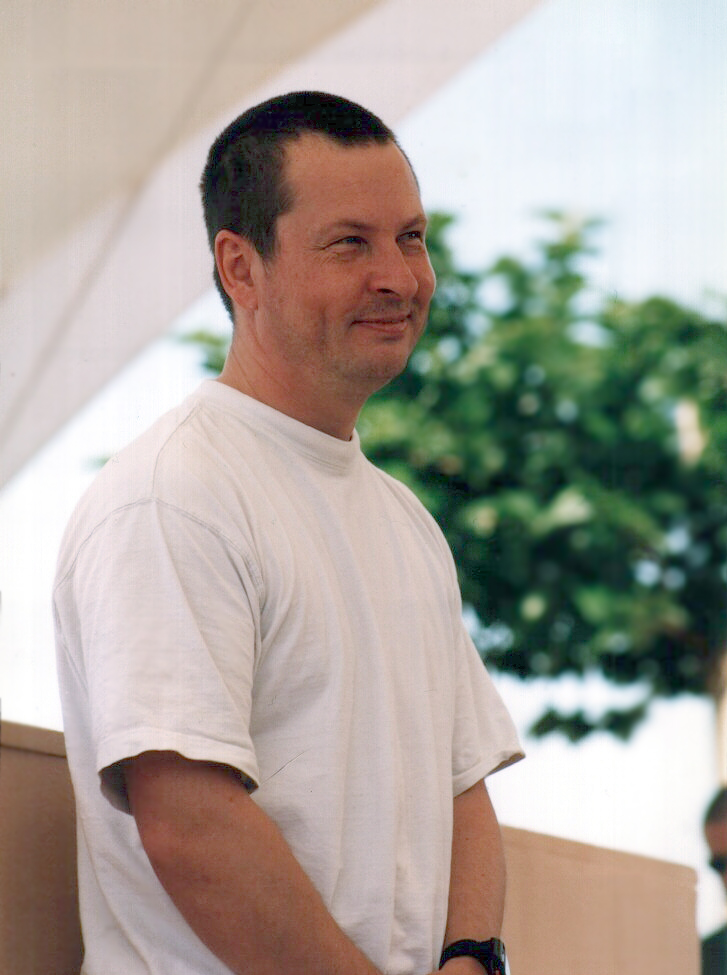
Lars von Trier (Millor pel·lícula i Fipresci)
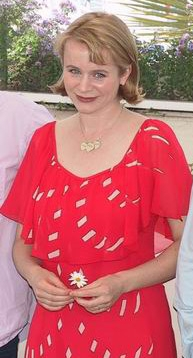
Emily Watson (millor actriu)
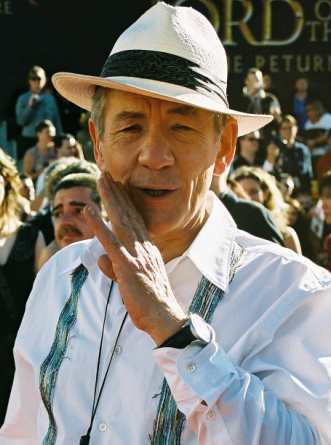
Ian McKellen (millor actor)
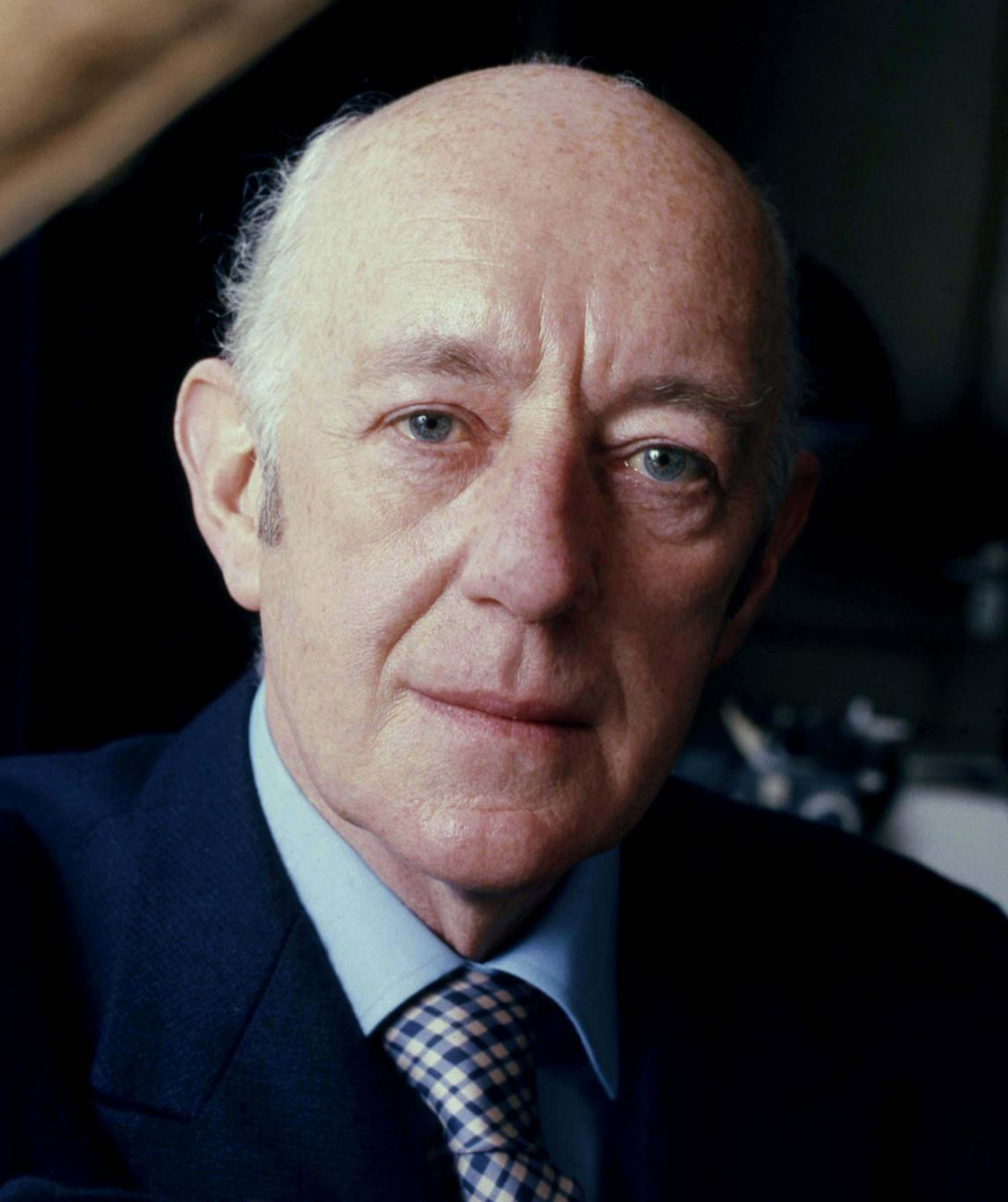
Alec Guinness (premi a la a trajectòria)
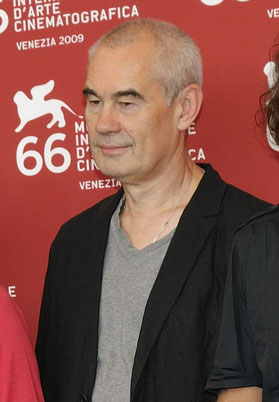
Serguei Bodrov (millor guió)
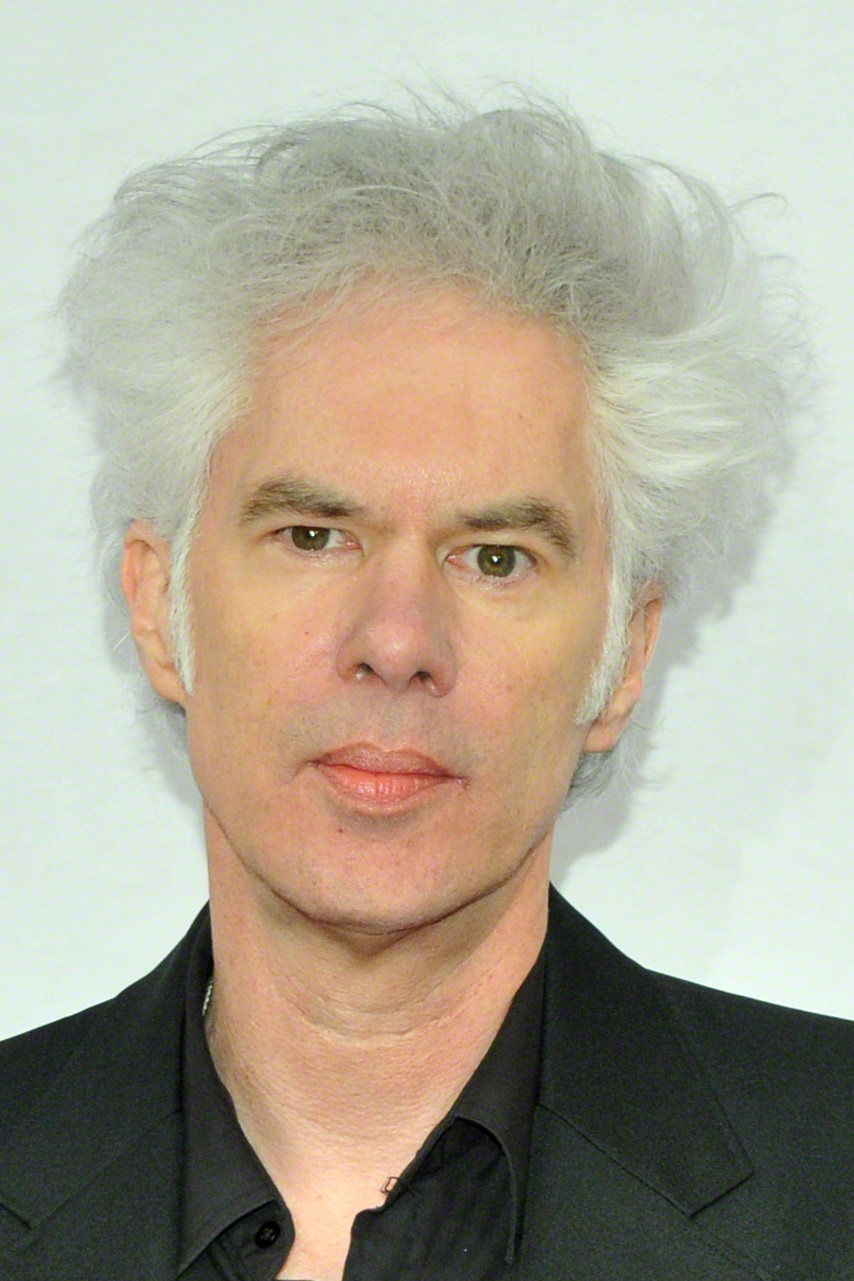
Jim Jarmusch (millor pel·lícula estrangera)